# 卡普空
卡普空有限公司（中国大陆官方译为，香港官方译为，台湾官方译为），是一家日本的電子游戏开发商与发行商。創始於1979年，以日本街机制造商开始，发展成如今在日本、美国、欧洲、亚洲都設有事务所的国际公司。据官网所称，其目标是：“通过游戏创造‘游戲文化’，成为带给大众感动的‘感性开发企业’”。

## 历史
辻本憲三于1979年5月30日创立了卡普空的前身——IRM公司，他也是Irem公司的董事长。IRM公司及其子公司Japan Capsule Computers Co., Ltd,都致力發展电子游戏机的制造和分销。这两家公司1981年9月时更名为Sambi Co., Ltd.，随后1983年6月11日，辻本宪三为了接管公司内部销售部门建立了Capcom Co., Ltd。
1989年1月，Capcom Co., Ltd.与Sambi Co., Ltd.合并成今日的卡普空日本分公司，其公司名取自Capsule（膠囊）與Computers（電腦）的開頭三個字母，这个被创造出来的独特词汇将公司早年制造的街机机器和当时逐渐普及的个人电脑区分开来。Capsule意为胶囊，源自卡普空将其开发的游戏软件比作一个“一个装满了游戏乐趣的胶囊”，此外还暗示了它希望用类似胶囊般坚硬的外壳保护其知识产权，防止非法复制以及劣质的仿制品，而取公司名稱當時，餘下未使用的字母則合併成「Sulputers」（セルピュータ），做為其發行原聲帶專輯時所使用的對外名義。
1983年7月，卡普空发布第一个产品，投币式游戏《小小聯盟》（Little League），而首个真正的视频游戏则是1984年5月发布的街机游戏《Vulgus》（バルガス）。1985年12月，以任天堂红白机为平台开发的卷轴射击游戏《1942》发布，以此为起点卡普空正式开始开发家用主机游戏，而没多久以后成了它的主营业务，同年8月卡普空美国公司（Capcom U.S.A., Inc.）成立。美国公司在20世纪80年代后期曾短暂的作为康懋達64和IBM PC-DOS操作系统的视频游戏发行商存在，而街机游戏则外包给其他公司开发。
1993年，卡普空在香港成立销售公司Capcom Asia Co.,Ltd，同年10月在大阪证券交易所第二部上市，1999年9月移至第一部。
1994年，卡普空将旗下的格斗游戏《街头霸王》系列改编成同名电影，并在商业上獲得成功，2002年的《生化危机》系列的电影改编也是如此，卡普空视其为一种增加游戏销量的好手段。2000年10月，卡普空在东京证券交易所第一部上市。
2010年，卡普空收购加拿大游戏工作室藍城堡（Blue Castle），并更名为卡普空温哥华。
2014年7月22日，卡普空宣布加速推进在中国和其它亚洲地区的在线游戏业务，并和奇虎360及腾讯合作开发和运营。
2014年8月27日，卡普空向日本大阪地方法院提起了对光荣特库摩的诉讼，表示它侵犯了自己在2002年获得的一个视频游戏专利。2020年12月15日，卡普空在對光荣特库摩的訴訟中獲得勝訴，光荣特库摩須賠償約1.4億日元。
2018年8月10日，卡普空官方网上商店e-Capcom进驻京东，主要销售面向作品粉丝的周边商品。
2018年9月，卡普空宣布停止卡普空温哥华手上的新游戏的开发，并在之后宣布关闭工作室。
2021年6月，卡普空遭網友爆料指出過往作品涉嫌抄襲及侵犯版權疑慮，被指出的作品包含《惡靈古堡》及《惡魔獵人》等，而被抄襲及侵犯版權的對象包括藝術家Juracek的攝影集《Surfaces》與導演理察·拉弗斯特的電影《弗蘭肯斯坦的軍隊》等。

## 作品
卡普空的主要作品有《街頭霸王系列》、《街頭快打系列》、《洛克人系列》、《生化危機系列》、《惡魔獵人系列》、《魔物獵人系列》、《戰國BASARA系列》、《鬼武者系列》、《逆转裁判系列》、《死亡復甦系列》、《魔界村系列》、《魔域幽靈系列》等。